# Berlești
Berlești è un comune della Romania di 2381 abitanti, ubicato nel distretto di Gorj, nella regione storica dell'Oltenia.
Il comune è formato dall'unione di 7 villaggi: Bârzeiu, Berlești, Gâlcești, Lihulești, Pârâu Viu, Scrada, Scurtu.